# Gran Enciclopèdia de la Música
La Gran enciclopedia de la música (en las referencias bibliográficas, abreviadamente, GEM) es una enciclopedia musical, en lengua catalana, de la editorial barcelonesa Grupo Enciclopedia Catalana. La obra, que se publicó de 1999 a 2003 en ocho volúmenes, contiene cerca de 10.000 artículos creados por más de 140 profesionales, y se incluye información sobre música de todo el mundo y de todas las épocas y los estilos, con un especial interés por el mundo occidental y, particularmente, en los territorios donde se habla el idioma catalán. La obra está disponible como enciclopedia en línea.
- Datos: Q60714356
- Multimedia: Gran Enciclopedia de la Musica / Q60714356